# یادداشت کرنل

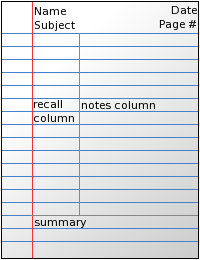
نمایی از ساختار و شیوهٔ یادداشت‌ کرنل

یادداشت‌برداری کرنل (به انگلیسی: Cornell Notes) یک روشِ یادداشت‌برداری (جزوه‌نویسی) است که در سال ۱۹۵۰ توسط والتر پاوک، یک پروفسور آموزش در دانشگاه کرنل اختراع شد. او این روش را در کتاب «چگونه در کالج درس بخوانیم» معرفی کرد.

## نمای کلی از روش
روش کرنل جزوه برداری به صورت مختصر و منظم است. در این روش صفحه شما به ۴ قسمت تقسیم می‌شود. ۱)عنوان ۲)جزوه ۳)نکات کلیدی ۴)خلاصه جزوه.
یک (I) بزرگ در ذهن خود تصور کنید؛ یک خط عمودی در صفحه رسم کنید که صفحه خودتان را به دو ستون تقسیم می‌کنید.
قسمتی که جزوه می‌نویسید (سمت راست) که دو برابر قسمت کلمات کلیدی است (سمت چپ). هم چنین یک خط افقی حدود ۵ تا ۷ خط (یا ۵ سانتی‌متر) از بالای صفحه بکشید. قسمت بالای صفحه محل عنوان و قسمت پایین آن مربوط به خلاصه جزوه می‌باشد.
- عنوان

قسمت بالای صفحه مربوط به عنوان نوشته، تاریخ و کلاس و غیره می‌باشد.
- جزوه

در بخش بزرگ‌تر صفحه (سمت راست) جزوه برداری صورت می‌گیرد.
جزوه برداری معمولاً به صورت خلاصه و بر پایه ایده اصلی موضوع است. از به کار بردن جملات بلند و کامل پرهیز کنید، به جای آن جملات رو خلاصه کنید و از علایم اختصاری استفاده کنید.
- نکات کلیدی

مطالب رو در اسرع وقت مرور کنید، هم چنین مطالب مهم مثل کلمات کلید، تاریخ، اسامی افراد و غیره را در سمت چپ بنویسید.
- خلاصه

در پایین صفحه که محل خلاصه یادداشت است، فرض کنید می‌خواهید این مطلب را به کسی که اطلاعی از آن ندارد آموزش دهید اما به صورت خلاصه!
دقت کنید که مراحل «نکات کلیدی» و «خلاصه یادداشت» می‌بایست بعداً (مثلاً بعد از کلاس) نوشته شوند، اما در اسرع وقت و نهایتاً ۴۸–۲۴ ساعت بعد از یادداشت برداری. ایدهٔ خوبی است که در نوشته خود نیز سؤالاتی طرح کنید. هم چنین می‌توانید بین هر ایده اصلی جزوه یک خط خالی بگذارید تا بعداً مطالبی به آن اضافه کنید.

## مرور کردن مطالب
در هنگام مرور کردن مطالب شما سمت راست جزوه را نیز می‌خوانید اما بیشتر وقت خود را صرف مطالب کلید (سمت چپ) و خلاصه جزوه (پایین صفحه) می‌کنید، زیرا اینها مطالب مهم جزوه شما هستند.